# Municipio de Deer
El municipio de Deer (en inglés: Deer Township) es un municipio ubicado en el condado de Roseau en el estado estadounidense de Minnesota. En el año 2010 tenía una población de 105 habitantes y una densidad poblacional de 1,12 personas por km².

## Geografía
El municipio de Deer se encuentra ubicado en las coordenadas 48°35′21″N 96°11′35″O / 48.58917, -96.19306. Según la Oficina del Censo de los Estados Unidos, el municipio tiene una superficie total de 93.81 km², de la cual 93,81 km² corresponden a tierra firme y (0 %) 0 km² es agua.

## Demografía
Según el censo de 2010, había 105 personas residiendo en el municipio de Deer. La densidad de población era de 1,12 hab./km². De los 105 habitantes, el municipio de Deer estaba compuesto por el 92,38 % blancos, el 6,67 % eran asiáticos y el 0,95 % eran de una mezcla de razas. Del total de la población el 0 % eran hispanos o latinos de cualquier raza.